# Lawrence Academy
Lawrence Academy at Groton (appelée également LA ou Lawrence) est une école préparatoire privée située à Groton (Massachusetts) près de Boston.
Lawrence Academy, est l'un des plus prestigieux lycées privés des États-Unis. Il obtient un des meilleurs scores du pays à ce qui correspond à l'équivalent du bac français.

## Histoire
Lawrence Academy fut fondée en tant qu'école de garçons en 1793 par Samuel Lawrence. 
Lawrence Academy affronta très tôt une rivale, la Groton School fondée à Groton, Massachusetts en 1884 par Endicott Peabody et Amos Adams Lawrence, fils de Samuel Lawrence.